# 데이비드 캐머런
데이비드 윌리엄 도널드 캐머런(영어: David William Donald Cameron, 1966년 10월 9일~)은 영국의 정치인이다. 영국 총리와 보수당 당수를 맡았다. 위트니 선거구의 하원의원이었다. 짧은 정치 경력에도 2010년 영국 총선거에서 보수당을 승리로 이끌면서, 43세 젊은 나이에 총리직에 오르게 되었다. 2016년 6월 24일, 영국의 유럽 연합 탈퇴 여부를 묻는 국민투표(2016년 영국 유럽 연합 회원국 국민투표)에서 브렉시트(영국의 유럽 연합 탈퇴)가 확정되자 책임을 지고 2016년 7월 총리직에서 물러났다.

## 생애
데이비드 케머런의 집안은 영국 왕가의 피를 일부 물려받고 있으며 엘리자베스 2세 현 여왕의 먼 친척이다. 단 서자의 후손으로 왕위계승권은 없다. 조상 중에 독일계 유대인이 있는데 일각에서는 케머런 가(家)가 모세의 후손이라는 주장이 있으나 확실한 바 없다.
옥스퍼드 대학교에서 PPE (Philosophy, Politics and Economics)를 공부하면서, 최우수학위 (first class honours)를 획득하였다. 그 후 《Conservative Research Department》에 들어가서 노먼 라몬트, 후에 마이클 하워드의 특별 보좌관이 되었으며, 7년 동안 《칼튼 커뮤니케이션스》에서 법인 업무 감독을 하였다.
1997년에 스태퍼드에서 입후보가 패배로 끝났지만 캐머런은 위트니 옥스퍼드셔주 선거구의 의원으로서 2001년에 당선되었다. 의회에 들어간 후 2년 만에 야당 간부로 승진한, 그는 2005년 총선거 운동 동안 정책 조율 수장으로 진급했다.
캐머런은 젊은 유권자들의 흥미를 끌 젊고 혁신적인 후보로서 비친 후 보수당 지도자로 당선되었다. 그의 초기 지도력은 지난 10년간 처음으로 여론 조사에 있어 보수당을 토니 블레어의 노동당보다 앞지르게 했다. 비록 고든 브라운이 노동자 당수이자 총리로서 블레어 자리를 물려받은 후 한동안 뒤처졌을지라도, 캐머런의 지도력하에 보수당은 노동당을 앞서고 있다.

## 총선 승리
2010년 5월 7일에 실시한 영국 의회 총선에서 보수당이 37.8%의 지지율로 노동당을 제치고 원내 제1당이 되는 데에는 성공했지만 과반을 차지하지 못해 헝 의회(Hung Parliament)가 되었다. 그 후 57석을 차지한 자유민주당과 연정 논의를 한 끝에, 5월 12일 자유민주당은 보수당 연정에 참여하여 보수당-자유민주당 연립정부가 구성되었고, 캐머런은 여왕인 엘리자베스 2세를 만나, 고든 브라운이 총리직 사퇴에 따라 정부 구성 의사를 밝혔다. 2015년 영국 총선에서 보수당이 이김으로써 3선에 성공을 했다.

## 정책과 가치관

### 자기 평가
캐머런은 스스로 "현대적 따뜻한 보수주의"라고 말하고, 이를 새로운 정치관에 대한 요구라고 평한다. 자신이 대처의 열렬한 팬이기는 하지만, 대처리즘을 추종하는 것은 아니라고 말한다. 또한 '자유보수주의'를 주장하지만, 이데올로기에 집착해서는 안 된다고 말한다. 야당의 지도자 시절에 캐머런은 집권당인 노동당의 정책에 무조건적인 반대를 해서는 안 되며 합의에 따른 지지를 제공해야 한다는 점을 피력했다. 그는 단지 경제적 부유만이 아니라 사람들의 행복과 복지를 향상시키기 위한 노력을 촉구했다. 또한 자신을 '토니 블레어의 계승자'라고 묘사하기도 했다. 아랍계 영국인들에 대해서는 그들이 영국문화와 결합되어야 하지만, 그들이 높은 이혼율과 마약 흡입 등 일탈적인 방향으로 옮아가서는 안 되고 '영국적 아시아인의 방향'이라는 삶의 방식을 통해 융합되기를 바라고 있다.

### 정치적 의사 표현
2001년 11월, 캐머런은 테러리스트에 대한 수사과정 상의 지문 확인과 출생신고서 조사에 대해 찬성 투표를 했다. 2002년 3월 개 등 야생포유류에 대한 사냥 금지에 반대 투표를 했다.
2003년 4월 식당에서의 흡연 금지 법안에 반대 투표를 했고, 2003년 6월에는 국가보건서비스 재단 신탁제도에 반대했다. 또한 그는 모순성이 짙은 지방정부법 28절을 유지하는 데에 표를 행사했다.
2003년 3월에 이라크 전쟁 개입에 반대했고 대량살상무기 무장 해제가 필요하다고 말했으나, 2003년 10월에는 이라크전에 대한 입법조사에 지지했다. 2004년 10월에 시민동반자법(동성애결혼 허용) 지지 투표를 했다. 2005년 10월 국민신분증법에는 반대했다.

### 탈세 의혹
2016년 4월 조세회피처 자료인 '파나마 페이퍼스'와 관련한 의혹을 해소하기 위해 데이비드 캐머런 영국 총리가 자신의 금융기록을 죄다 공개했다가 도리어 상속세를 회피한 논란에 휘말려 곤혹을 치렀다. 영국 일간지 가디언은 2011년 캐머런 총리의 모친이 캐머런 총리의 계좌로 두 차례씩 모두 10만 파운드(약 1억6천200만원)를 송금해 결국 캐머런 가족이 냈어야 할 8만 파운드의 상속세 납부를 모면했다고 영국 언론은 보도했다.